# Wikipedia tiếng Mân Đông
Wikipedia tiếng Mân Đông là một phiên bản Wikipedia, một bách khoa toàn thư mở.